# Estadio Olímpico de Cotacachi Francisco Espinoza
El Estadio Francisco Espinoza es un estadio multiusos ubicado en la ciudad de Cotacachi, provincia de Imbabura. Fue inaugurado en el año 2006. Es usado para la práctica del fútbol y posee una capacidad para 3000 espectadores.
Desempeña un importante papel en el fútbol local, ya que los clubes de cotacachences como el Club Deportivo Cedecot hacen y/o hacían de local en este escenario deportivo, que participan en el Campeonato Provincial de Segunda Categoría de Imbabura.
El estadio es sede de distintos eventos deportivos a nivel local, ya que también es usado para los campeonatos escolares de fútbol que se desarrollan en la ciudad en las distintas categorías, también puede ser usado para eventos culturales, artísticos, musicales de la localidad.
El recinto deportivo está ubicado en la Avenida del Sol y calle 10 de Agosto de la ciudad de Cotacachi. El estadio tiene instalaciones modernas con camerinos para árbitros, equipos local y visitante, zona de calentamiento, cabinas de prensa, sala de prensa, y muchas más comodidades para los aficionados. Además de:
- Campeonatos Intercolegiales de fútbol.
- Entrenamientos disciplinas fútbol y atletismo.

Entre los eventos más grandes registrados en este estadio destacan conciertos de artistas nacionales e internacionales como:
- Los Kjarkas
- Sebastián Yatra
- Cuarteto de Nos
- Vilma Palma e Vampiros